# 庄内町畑田
庄内町畑田（しょうないちょうはたけだ）とは、大分県由布市内の大字。郵便番号は879-5432。

## 地理
由布市の中部、大分川左岸に位置する。高岡、長野、南大津留、東大津留、西長宝、柿原（大分川対岸）と接する。

## 歴史
- 1889年4月1日 - 町村制の施行により、畑田を含む西庄内村が発足。（大分郡西庄内村）。
- 1954年11月1日 - 阿南村・東庄内村・西庄内村・南庄内村・阿蘇野村が合併し、大分郡庄内村が成立。（大分郡庄内村）
- 1955年4月1日 - 町制施行により大分郡庄内町が成立。（大分郡庄内町大字畑田）
- 2005年10月1日 - 挾間町・庄内町・湯布院町で新設合併、市政施行で由布市が成立。大字表記および、小字が廃止される（由布市庄内町畑田）[3]。

## 小・中学校の学区
市立小・中学校に通う場合、学区は以下の通りとなる。
| 町名       | 小学校               | 中学校             |
| ---------- | -------------------- | ------------------ |
| 庄内町畑田 | 由布市立西庄内小学校 | 由布市立庄内中学校 |

## 交通

### 鉄道
JR久大本線が通っているが駅はない。最寄り駅は庄内駅、天神山駅となる。

### バス
かつては、大分バスが営業していたが、由布市コミュニティバスに転換している。

### 道路
- 大分県道52号別府庄内線
- 大分県道719号東長宝西線

## 施設
- 庄内郵便局